# 1492 – den stora upptäckten
1492 – den stora upptäckten (engelska: 1492: Conquest of Paradise) är en fransk-spansk-brittisk film från 1992 i regi av Ridley Scott efter filmmanus av Roselyne Bosch. Den hade biopremiär i USA den 9 oktober 1992. vilket i dagarna var 500 år efter Christoffer Columbus skepp nådde Amerika 1492.

## Handling
Filmens huvudkaraktär är Christoffer Columbus (Gérard Depardieu) och handlar om hur han får stöd av bland andra spanska drottningen Isabella (Sigourney Weaver) för att upptäcka segelvägen västerut till Indien. Columbus upptäcker istället den för européerna okända kontinenten Amerika, vilken snart börjar koloniseras av europeiska bosättare och nybyggare. Filmen blev ett kommersiellt misslyckande. Filmens ledmotiv,  1492: Conquest of Paradise, komponerades av Vangelis.

## Rollista
| Gérard Depardieu  | – Christofer Columbus     |
| Sigourney Weaver  | – drottning Isabella      |
| Armand Assante    | – Gabriel Sanchez         |
| Loren Dean        | – gamle Fernando Columbus |
| Ángela Molina     | – Beatrix                 |
| Fernando Rey      | – Antonio de Marchena     |
| Michael Wincott   | – Adrian de Moxica        |
| Tchéky Karyo      | – Martín Alonzo Pinzón    |
| Kevin Dunn        | – kapten Mendez           |
| Frank Langella    | – Don Luis de Santángel   |
| Mark Margolis     | – Fransisco de Bobadilla  |
| Kario Salem       | – Arojaz                  |
| Billy L. Sullivan | – den 10-årige Fernando   |
| John Heffernan    | – broder Buyl             |
| Arnold Vosloo     | – Hernando de Guevara     |

### Fotnoter
1. ↑  ”1492: Conquest of Paradise” (på engelska). Box Office Mojo. 9 oktober 1992. http://www.boxofficemojo.com/movies/?id=1492.htm. Läst 29 augusti 2016.